# 王朝的女人·杨贵妃
《王朝的女人·楊貴妃》（英語：Lady of the Dynasty）是中国大陆歷史愛情片，導演十慶，主演黎明、范冰冰、陈冲、吴刚、寧靜、吳尊。該片講述唐玄宗李隆基和楊貴妃楊玉環的愛情故事。2015年7月30日在中国大陆上映。

## 劇情
楊玉環是個絕世美人，被選入唐玄宗的兒子壽王李瑁宮中，成為王妃。但玉環太美，玄宗也對玉環動了感情，李瑁為了討好父親，打算獻上愛妻，玉環一怒之下出家成為道姑，法號楊太真。玄宗最後還是讓太真還俗，並娶入宮中，是為楊貴妃。
唐朝承平日久，藩將安祿山、史思明發動安史之亂，唐玄宗率兵逃離長安，到了馬嵬坡，士兵們包圍玄宗，認為國事因楊貴妃而敗壞，欲殺楊貴妃，於是玄宗逼不得已，賜死楊貴妃，貴妃在死前，又與玄宗激盪出一番愛的火花。

## 演出
| 演員   | 角色   | 備註   |
| 黎明   | 李隆基 | 唐玄宗 |
| 范冰冰 | 楊玉環 | 楊貴妃 |
| 吳尊   | 李瑁   | 壽王   |
| 陳沖   | 武惠妃 |        |
| 吳剛   | 高力士 |        |
| 寧靜   | 梅妃   |        |
| 刘潮   | 李琬   |        |
| 文章   | 大将军 | 客串   |
| 陈宝国 | 太医   | 客串   |

## 製作
該片原名《楊貴妃》，開拍一個月後，原韓籍導演郭在容求去，更換為大陸「導演天團」田壯壯、張藝謀、十慶接手，美籍華裔男星尊龍、日本偶像小栗旬，亦因檔期無法配合換角。

## 票房
中國大陸首週四天收獲9200萬人民幣列第四位，次週以3580萬列第七位。最终累计1.34亿。

## 外部連結
- 互联网电影数据库（IMDb）上《王朝的女人·杨贵妃》的资料（英文）
- 開眼電影網上《王朝的女人·杨贵妃》的資料（繁體中文）
- 豆瓣电影上《王朝的女人·杨贵妃》的資料 （简体中文）
- 时光网上《王朝的女人·杨贵妃》的資料（简体中文）
- 《王朝的女人-楊貴妃》在香港雅虎的電影頁面（繁體中文）

| 台灣 東森電影台 週日晚上9:00全台首播 |
| ------------------------------------ |
| 王朝的女人·杨贵妃 2016.06.12         |